# Assassinato de Rachel Genofre
Rachel Genofre foi uma menina de 9 anos encontrada morta dentro de uma mala na rodoviária de Curitiba na madrugada de 5 de novembro de 2008. O crime ficou 11 anos sem solução até a polícia identificar Carlos Eduardo dos Santos através de testes de DNA. À época, ele já estava preso por diversos outros crimes, incluindo o estupro de um menino, mas ele também foi condenado em maio de 2021 a 50 anos de prisão pelo estupro e assassinato de Rachel.
O crime teve e tem grande repercussão na imprensa e ainda em 2021 foi chamado de "triste" no portal da revista Aventuras na História. Em 2022, numa entrevista para o canal especializado Operação Policial no YouTube, a delegada Vanessa Alice chamou o caso de "chocante". "Para cometer este tipo de crime, para deixar o corpo desta criança como ele estava, tem que ser psicopata", disse a delegada.
O caso corre em segredo de justiça.

## O crime
Rachel Genofre desapareceu no final do dia 3 de novembro de 2008, após sair da escola, Instituto de Educação, onde era considerada uma aluna ativa e inteligente. Ela foi vista pela última vez por volta das 17h30, em um ponto próximo à Praça Rui Barbosa, na Rua Voluntários da Pátria, no Centro de Curitiba, por dois colegas que a haviam acompanhado até este ponto. Horas depois, após a filha não voltar para casa, seus pais procuraram a polícia e uma busca para localizá-la começou.
Dois dias depois do desaparecimento, no dia 5 de novembro, o corpo da menina foi encontrado por dois indígenas dentro de uma mala que havia sido deixada debaixo de uma escada na Rodoferroviária de Curitiba. A polícia foi imediatamente acionada e a confirmação da identidade foi feita após exames no Instituto Médico Legal, onde o corpo foi reconhecido pelo pai.
Ao ser encontrada, a vítima estava nua da cintura para baixo e o corpo estava em posição fetal, enrolado num lençol sujo de sangue, com sinais de agressão física (mordidas, hematomas, sinais de amarras nos braços, entre outros), estrangulamento e violência sexual. Segundo a delegada Vanessa, os legistas apontaram que ela havia sofrido penetração anal, o que causara ruptura do ânus até a vagina, apesar do hímen estar intacto.
Os especialistas estimam que ela tenha sido agredida e estuprada por cerca de 20 horas e que a morte deva ter acontecido no dia 4 à tarde.

## Investigações
As câmeras de vigilância da rodoferroviária não estavam funcionando no dia em que a mala foi colocada no local, o que dificultou a identificação do criminoso. Além disto, segundo o depoimentos das delegadas Vanessa e Camilla Chies ao Operação Policial, não havia qualquer outra pista sobre quem poderia ser o autor do crime. Assim, para tentar elucidar o caso, durante quase 11 anos mais de 200 exames de DNA foram feitos e vários homens chegaram a ser presos, mas nenhuma suspeita se confirmou.
O caso teve um final em 2019 quando uma varredura foi feita através do Banco Nacional de Perfis Genéticos, após determinação do STF para a melhoria deste sistema, e uma amostra de material genético (esperma) que havia sido coletado em 2008 no canal anal da vítima "bateu" com o de um criminoso que estava preso em São Paulo. "Foi um grande alívio chegar a este assassino através de uma prova incontestável", disse a delegada Camilla ao Operação Policial.

## O criminoso
O autor do crime, Carlos Eduardo dos Santos, estava preso em Sorocaba, São Paulo, desde 2016, cumprindo pena num presídio especial para pessoas que cometem crimes sexuais. Ele cumpria 22 anos por um caso de estupro contra um menino, em 1985, em São Vicente, São Paulo. Ele também tinha envolvimento em outros casos de estupro de menor, roubo, estelionato, uso de documento falso, tentativa de registro de criança e dano qualificado.
Em depoimento para a delegada Vanessa, ele inicialmente negou o crime, mas quando confrontado com o teste de DNA,  confessou, mas disse que havia cometido o estupro depois da morte da menina, no que foi novamente confrontado com as evidências (fotografias), já que a vítima havia sangrado. Segundo a delegada, ele sabia que se fosse condenado por "vilipêndio a cadáver" a pena seria bem menor".
Ele também detalhou que para atrair a menina, se apresentou como produtor do programa televisivo infantil Patati Patatá, dizendo que ela poderia ser contratada, desde que o acompanhasse para assinar os papéis. Chegando ao local, Rachel teria estranhado quando ele havia fechado a porta e os dois haviam ficado sozinhos. A menina então teria começado a gritar e para calá-la ele teria colocado sacolas plásticas em sua cabeça.
Pelos crimes cometidos contra Rachel, em maio de 2021 Carlos foi condenado a 40 anos de prisão por homicídio triplamente qualificado (meio cruel, asfixia e ocultação do corpo) e a 10 anos por atentado violento ao pudor. Após a condenação, Maria Cristina Lobo, mãe da menina, disse que agora havia "um monstro a menos em nossa circulação".
"Para cometer este tipo de crime, para deixar o corpo desta criança como ele estava, tem que ser psicopata", disse a delegada Vanessa ao Operação Policial.